# Stara Bystrzyca

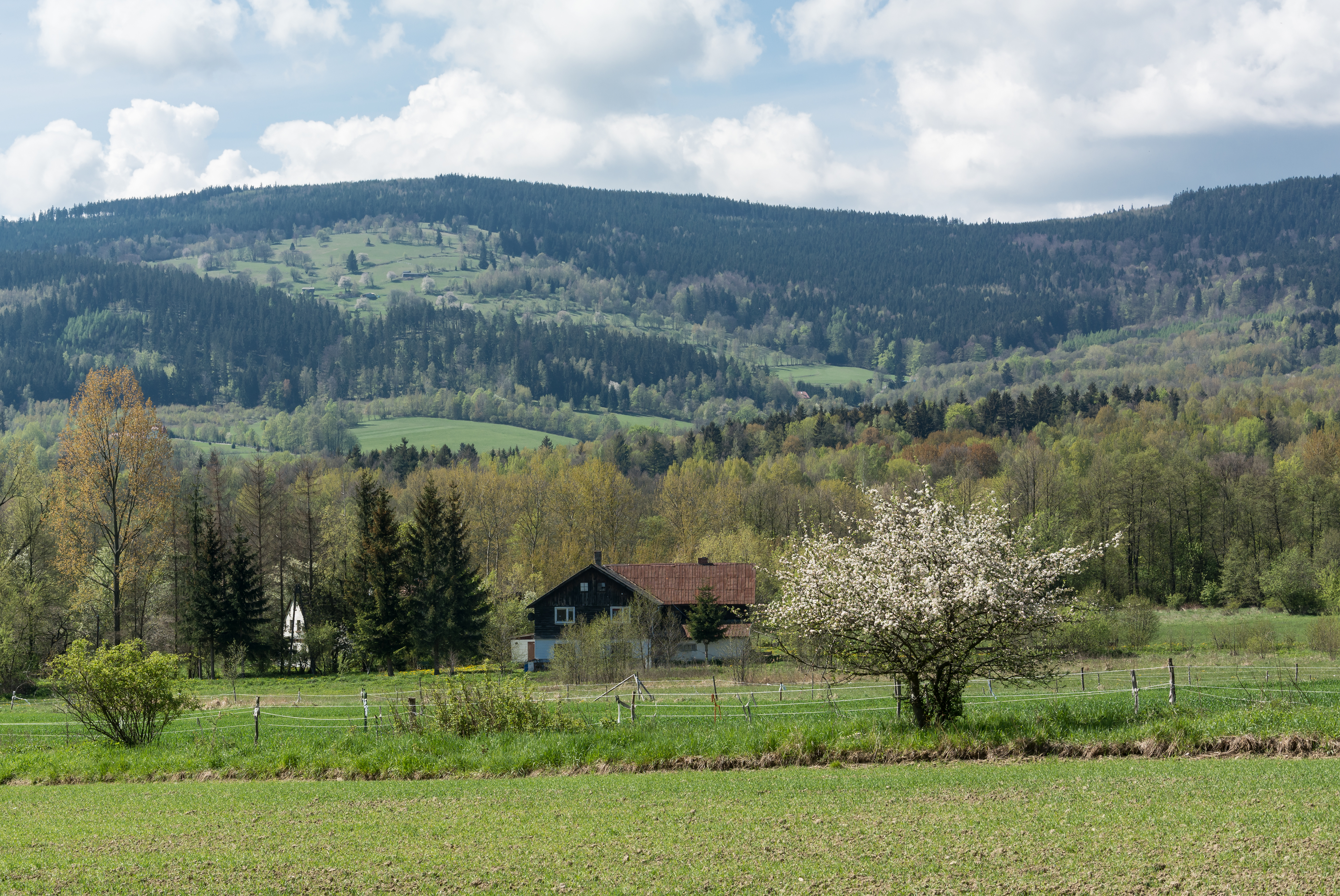
Gesamtansicht

Stara Bystrzyca (deutsch: Alt Weistritz, auch Altweistritz) ist ein Ort in der Stadt- und Landgemeinde Bystrzyca Kłodzka (Habelschwerdt) im Powiat Kłodzki der Woiwodschaft Niederschlesien in Polen. Es liegt drei Kilometer westlich von Bystrzyca Kłodzka (Habelschwerdt). 

## Geographie
Stara Bystrzyca liegt im Süden des Glatzer Kessels an der Habelschwerdter Weistritz (polnisch Bystrzyca). Nachbarorte sind Szklarka (Glasendorf) im Norden, Zabłocie (Krotenpfuhl) im Nordosten, Wyszki (Hohndorf) im Süden, Nowa Bystrzyca Neu Weistritz im Südwesten, Wójtowice (Voigtsdorf)  im Westen und Zalesie (Spätenwalde) im Nordwesten.

## Geschichte
Altweistritz wurde als Reihendorf angelegt und erstmals 1316 als „Weystritz“ erwähnt. Weitere Schreibweisen waren 1319 Wistricz und 1398 alde Beystricz. Es war zur Pfarrkirche St. Michael in Habelschwerdt gewidmet und gehörte zum Glatzer Land, mit dem es die Geschichte seiner politischen und kirchlichen Zugehörigkeit von Anfang an teilte. 1381 war es im Besitz der Gebrüder von Glaubitz auf Schnallenstein. Sie überschrieben in diesem Jahr vor dem Landgericht in Glatz die Altweistritzer Mühle dem Habelschwerdter Hospital. Nachdem die Hussiten 1428 die Burg Schnallenstein erobert und zerstört hatten, wurde sie nicht wieder aufgebaut. Die zur Burg untertänigen Dörfer fielen als erledigtes Lehen durch Heimfall an den Böhmischen Landesherrn zurück. Später (vermutlich 1684) gelangte Altweistritz an die Stadt Habelschwerdt. 
Nach dem Ersten Schlesischen Krieg 1742 und endgültig mit dem Hubertusburger Frieden 1763 fiel Altweisritz zusammen mit der Grafschaft Glatz an Preußen. Nach der Neugliederung Preußens gehörte es seit 1815 zur Provinz Schlesien und war zunächst dem Landkreis Glatz und ab 1818 dem neu geschaffenen Landkreis Habelschwerdt eingegliedert, mit dem es bis 1945 verbunden blieb. Wegen der durch die Napoleonischen Kriege verursachten Kriegsschulden, an denen sich die Städte beteiligen mussten, trennte sich Altweistritz 1816 vom Stadtbezirk Habelschwerdt und wurde ein selbständige Landgemeinde. Ab 1874 bildeten die Landgemeinden Alt Weistritz, Hammer, Hüttenguth, Krotenpfuhl, Neu Weistritz, Spätenwalde und Voigtsdorf den Amtsbezirk Alt Weistritz. 1939 wurden 1029 Einwohner gezählt.
Als Folge des Zweiten Weltkriegs fiel Altweistritz 1945 wie fast ganz Schlesien an Polen und wurde in Stara Bystrzyca umbenannt. Die deutsche Bevölkerung wurde vertrieben. Die neu angesiedelten Bewohner waren teilweise Zwangsumgesiedelte aus Ostpolen, das an die Sowjetunion gefallen war. Nachfolgend ging die Einwohnerzahl deutlich zurück und betrug in den 1990er Jahren rund die Hälfte der Einwohnerzahl von 1939. Dadurch wurden zahlreiche Häuser dem Verfall preisgegeben. Ab 1945 gehörte Stara Bystrzyca zum Powiat Bystrzycki, der 1975, ebenso wie die bis dahin zuständige Woiwodschaft Breslau, aufgelöst wurde. 1975–1998 gehörte Stara Bystrzyca zur Woiwodschaft Wałbrzych (Waldenburg).

## Sehenswürdigkeiten
Wegkreuz und Wegkapelle